# بن‌لاد آوندساز

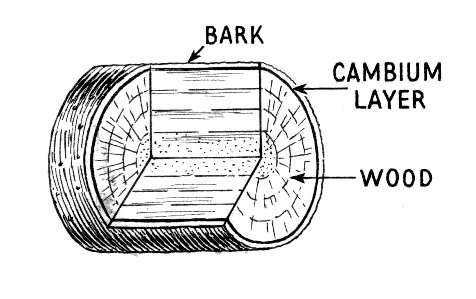
تصویر مفهومی از بن لادن آوندی

بُن‌لاد آوندی (vascular cambium) یکی از انواع بُن لاد (مریستم )های پسین است که منشأ آوندهای چوبی و آبکش در ساقه و ریشهٔ گیاهان است. به مریستم‌های پسین کامبیوم گفته می‌شود.
یکی از بخش‌های سرلادهای انتهایی که منشأ آوندهای چوب و آبکش نخستین است پیش‌بُن‌لاد procambium نام دارند.
به آوندهای چوب یا آبکشی که توسط کامبیوم آوندی ساخته می‌شوند آوندهای چوب یا آبکش پسین می‌گوییم. کامبیوم آوندی به داخل آوند چوبی و به سمت خارج آوند آبکشی می‌سازد. باید توجه داشت که مقدار آوند چوبی ای که می‌سازد به مراتب بیشتر از آوند آبکشی می‌باشد. این کامبیوم در فصل بهار آوند چوبی ای تحت عنوان چوب کهنه یا بهاره می‌سازند که قطور اند و دیوارهٔ نسبتاً نازکتری دارند. این نوع چوب در بهار با تبادل بیشتر مواد به درخت کمک می‌کند تا شیره پرورده بیشتری درست کند. در اواخر تابستان و اوایل پاییز کامبیوم آوندساز آوند چوبی ای می‌سازد که دیواره ضخیمی دارد، به این نوع چوب، چوب تازه یا تابستانه (Late wood) می‌گویم. درست است که چوب تازه به خوبی چوب زمستانه نمی‌تواند شیره خام را منتقل کند ولی نقش استحکامی بیشتری نسبت به چوب کهنه برای درخت ایفا می‌کند و دلیل اصلی وجود این نوع آوند چوبی به خاطر استحکام بخشیدن به درخت است. این مریستم پسین در زمستان فعالیت ندارد و فعالیت آن متوقف می‌شود. در سال بعدی با شروع بهار فعالیت کامبیوم آوندی شروع می‌شود و چوب‌های کهنه ساخته شده معمولاً با یک خط تیره از چوب تازه سال قبل به راحتی قابل تمایز اند.